# チロルの挽歌
『チロルの挽歌』（チロルのばんか）は、NHK総合テレビで1992年4月11日・18日に放送された山田太一脚本 / 高倉健・大原麗子ダブル主演のドラマ。第29回ギャラクシー賞奨励賞、前編は第32回日本テレビ技術賞（録音）を受賞するなど高く評価された。
前編「再会」、後編「旅立ち」の2週連続（各回90分）で放送された。北海道芦別市（ドラマでは架空の納布加野敷市）が舞台。1991年の夏と1992年の冬に分けて撮影が行われた。高倉健のテレビドラマ出演は1977年以来。NHKドラマには初出演。

## あらすじ
以前は炭鉱で賑わったが、相次ぐ閉山で現在は過疎に悩む北海道納布加野敷（ぬぷかのしけ）市。市長の山縣（河原崎長一郎）は、東京にある関東電鉄から資本参加を受けてテーマパーク「チロリアンワールド」の建設を進め、市の活気を取り戻そうとしていた。
関東電鉄の技術部長である立石（高倉健）は、チロリアンワールド建設・運営の責任者として、娘の亜紀（白島靖代）を東京に残して北海道に赴任する。その街には以前、立石が自殺を思いとどまらせた菊川（杉浦直樹）と駆け落ちして行方知らずだった、立石の妻・志津江（大原麗子）が菊川と衣料品店を経営して暮らしていた。
立石の赴任を知り、菊川は逃げ回る。偶然顔をあわせたとき、立石は菊川に志津江を取り戻す意思があることを伝える。ますます立石の存在に耐えられなくなった菊川は立石に、この地から出て行ってほしいと頼み込む。志津江に未練を秘める立石は、三人で話し合うことを提案する。志津江も了承するが、事実上の「夫婦」として生活している二人の姿を見て、立石はチロリアンワールドの完成を見ずに職を辞して北海道を去ることを考え始める。
しかし、意図せず三人が顔をあわせることになった席で出された結論は、意外なものだった。
チロリアンワールドと妻への想いに揺れる立石。思いがけず再会した三人の悩みと新たな生活への模索、立石が赴任した理由、チロリアンワールド完成までの苦難と喜び、これらの話を軸に、爽やかな夏と厳しい冬の街に暮らす人々の人間模様と、時代の変わり目を迎えた街の姿を描く。

## 主な登場人物と配役
- 立石実郎（高倉健）
関東電鉄の技術部長であったが、自ら希望して北海道に単身赴任する。チロリアンワールドの開業以降は慣れないサービス業に就くことになる。しかし「ある思い」を秘めて北海道に向かう。仕事ひとすじで家庭を顧みないが、優しい心の持ち主。駆け落ちした妻・志津江との離婚は成立していない。
- 立石志津江（大原麗子）
立石の妻。無口で無愛想な夫に不満を抱き、菊川と駆け落ちする。たどりついた納布加野敷の街で菊川と衣料品店を営む。立石の赴任を知り、店を閉めて街から逃げようと言う菊川の提案を拒否する。立石に存在を気づかれて立石と二人で話をするも、表面上は相変わらずぶっきらぼうな立石の性格に落胆する。しかし、その後は立石と顔を合わせることなくコーヒーを届けたり洗濯の世話をする。当初は、立石が自分たちがこの街にいることを知り、赴任してきたと思っていた。
- 菊川隆彦（杉浦直樹）
大手ゼネコンの資材部長を務めていたが、会社の汚職事件の罪をかぶる形で逮捕され、服役したことで家族が自殺する。自らも自殺を図るが、居合わせた立石に止められる。立石宅を訪れるうちに志津江と恋仲になる。立石の赴任当初から立石の存在を疎ましく思っていた。自分に内緒で立石の世話を焼く志津江を咎めるものの、最終的には自分が納布加野敷を出て行くべきと考えるようになり、山縣が設定した話し合いの場では同様の考えを述べる立石と意見をぶつけ合う。
- 山縣元夫（河原崎長一郎）
納布加野敷市長。チロリアンワールド建設を推進する。当初は口数が少なくサービス業向きではない立石の赴任を訝る。単純でおっちょこちょいな性格ながら人情家。立石らの事情を知ると憤慨。立石が本意に背いて職を辞して街から去ることがないように、チロリアンワールド用地買収の目処がついたことの宴会の名目で立石や志津江や菊川を交えた話し合いの場を勝手に設定する。
- 種村（西岡徳馬）[1]
市役所地域振興課長。市長と立石のパイプ役。市側の事実上の責任者で、市長や立石の信頼も厚い。市長と同様に、当初は立石の赴任を訝っていたが、立石の赴任した経緯や関東電鉄側のプロジェクトに対する意図を立石から聞き出す。
- 橘久雄（金子信雄）
「橘カメラ店」の店主。納布加野敷の商店会長で地域の顔的存在。菊川から過去の事情は聞いている。占いが趣味。膠着状態となっている半田牧場の用地買収の相談に来た立石に「半田が（立石に）会いたがっていると占いに出ている」と、立石に半田の家を訪れるように勧める。
- 半田厳（岡田英次）
「半田牧場」を経営。頑固者だが面倒見の良い一面もある。菊川から過去の事情を打ち明けられ、立石の世話を焼く志津江について相談を受ける。牧場敷地の一部がチロリアンワールド建設用地となっており、市の再三の用地買収要請を頑なに断る。橘の助言で半田の家を訪問した立石と、殴り合いのケンカをする。しかし、日頃から家族から疎まれてさびしい思いをしていたこともあり、本心では立石の訪問を喜ぶ。
- 室津喜八（佐野浅夫）
志津江の父。娘の行動に怒り、立石に対して申し訳なく思っている。榎本から立石の様子を聞き、納布加野敷を訪ねたところ、志津江がいることを知る。志津江の家に、駆け落ちを諭す書き置きを残して帰京する。
- 榎本（芦川誠）
市役所地域振興課職員で種村の部下。立石の赴任当初、身の回りの世話を担当する。明るい性格だが口が軽くおしゃべり。立石が衣料品店の美人おかみ（志津江）と街で噂になっていることを立石や室津に伝える。
- 半田真介（田中義剛）
厳の息子で両親・妻と半田牧場で働く。牧場経営が苦しい中で、用地買収に応じようとしない厳に反発。厳が市役所を訪れているときに、母と妻と共に市役所に用地買収交渉開始の申し出に来る。
- 立石亜紀（白島靖代）
立石の娘で短大生。夏休みに予告なく父を訪れる。山縣が設定した宴席で、そこでの状況を知り愕然とする。
- 半田直子（菅井きん）
厳の妻。厳が家庭で威張っていることを嫌悪する。
- 建設現場社員（阿部寛）
- 衣料品店の客（青木和代）

## スタッフ
- 脚本 - 山田太一
- 演出 - 富沢正幸
- 音楽 - 日向敏文
- 制作 - 田代勝四郎

## エピソード など
- 後年発売された同作品DVDの山田太一へのインタビューによると、金子信雄の役は益田喜頓が演じる予定だったが、益田が急死したため急遽金子に出演を依頼、金子も出演を了承した。山田は「喜頓さんに演じてもらえなかったのは心残りだが、金子さんも十二分に演じてくれた」と話している。
- 撮影舞台となった北海道芦別市は、撮影に全面的に協力し、市内各所でロケが行われた。
- 芦別市に建設された「カナディアンワールド」が「チロリアンワールド」のモデルになっている。ドラマのストーリーと同施設の関係はないが、炭鉱閉山による地域活性策として建設された経緯は同じである。
- 大原麗子は本作を自身の「生涯の代表作」と自負していた[2]。大原は2009年に死去するが、遺品整理をした大原の弟によると、DVDプレイヤーには『チロルの挽歌』が入ったままだったという。弟は「他の出演作は封を切っていないものもあった中、この作品は繰り返し見ていたんでしょう」と語っている[2]。
- 阿部寛は2016年10月21日放送のNHK総合テレビ「スタジオパークからこんにちは」に出演。「阿部寛をつくった三作品」のひとつに本作を挙げている。当時、阿部自身の仕事が徐々に減る中で高倉健が本作に主演することを知り、「入れる役はないか」と志願。台詞は一言だけのワンシーンで高倉健からは「今度はもっと一緒に絡めるシーンができたらいいね」と高倉から名刺を渡されたエピソードを話した。